# Phạm Văn Tam
Phạm Văn Tam (sinh năm 1978) là đại biểu Quốc hội Việt Nam khóa 13, thuộc đoàn đại biểu Hà Nam.

## Xuất thân
Ông sinh ngày 28/12/1957, người dân tộc Kinh, không theo tôn giáo nào. Ông có quê quán ở xã Chuyên Ngoại, huyện Duy Tiên, Hà Nam.

## Giáo dục
Ông có trình độ học vấn là Chỉ huy tham mưu cao cấp - Quân sự địa phương.
Ông có trình độ lí luận chính trị là Cao cấp lý luận chính trị.

## Sự nghiệp
Ông gia nhập Đảng Cộng sản Việt Nam vào ngày 29/6/1980.
Ông là đại biểu Quốc hội Việt Nam khóa 13 nhiệm kì 2011-2016 thuộc đoàn đại biểu tỉnh Hà Nam, đồng thời là Ủy viên Ban thường vụ Tỉnh ủy, Đại tá, Phó Bí thư Đảng ủy quân sự, Chỉ huy trưởng Bộ Chỉ huy quân sự tỉnh Hà Nam.